# Thaumarchaeota
Embranchement
Classification phylogénétique
- Règne : Archaea
  - Phylum : Crenarchaeota
    - Classe : Thermoprotei

  - Phylum : Euryarchaeota
    - Classe : Archaeoglobi
    - Classe : Halobacteria
    - Classe : Methanobacteria
    - Classe : Methanococci
    - Classe : Methanomicrobia
    - Classe : Methanopyri
    - Classe : Nanohaloarchaea
    - Classe : Thermoplasmata
    - Classe : Thermococci
    - Incertae sedis : ARMAN

  - Phylum : Korarchaeota
    - Genre : Ca. Korarchaeum

  - Phylum : Nanoarchaeota
    - Genre : Nanoarchaeum

  - Phylum : Thaumarchaeota
    - Ordre : Cenarchaeales
    - Ordre : Nitrosopumilales
    - Ordre : Nitrososphaerales
    - Incertae sedis :
      - Candidatus Caldiarchaeum
      - Candidatus Giganthauma
      - Candidatus Nitrosotalea

Les Thaumarcheota, ou thaumarchées sont un embranchement (phylum) du règne des archées proposé en 2008 après le séquençage du génome de Cenarchaeum symbiosum qui avait révélé des divergences sensibles avec les autres membres du phylum hyperthermophile des Crenarchaeota, ; Nitrosopumilus maritimus, Nitrososphaera viennensis et Nitrososphaera gargensis sont également rattachées à ce phylum. Tous ces organismes sont chimiolithoautotrophes par oxydation de l'ammoniac et pourraient jouer un rôle important dans les cycles biogéochimiques tels que le cycle de l'azote et le cycle du carbone.
Ce phylum a été proposé sur la base de données phylogénétiques telles que les séquences de gènes d'ARN ribosomique et la présence d'une forme de topoisomérase de type I qui était auparavant considérée comme unique aux eucaryotes,. Cette hypothèse a été confirmée par une analysée plus poussée publiée en 2010 qui a examiné les génomes deux archées capables d'oxyder l'ammoniac, Nitrosopumilus maritimus et Nitrososphaera gargensis, concluant que ces espèces forment bien une lignée distincte qui comprend Cenarchaeum symbiosum.